# Kotys IV
Kotys IV (gr.: Κότυς, Kótys) – astejski król Tracji w latach ok. 171-167 p.n.e. Syn Seutesa V, astejskiego króla Tracji.
Kotys IV objął władzę po Amadokosie III, który był prawdopodobnie jego bratem. Informacje o nim zawdzięczamy dwóm starożytnym historykom. Tytus Liwiusz, historyk rzymski, w dziele, pt. Dzieje Rzymu od założenia miasta podał, że Kotys był cichym sprzymierzeńcem Perseusza, króla macedońskiego (ks. XLII, rozdz. 29). W początkowej fazie III wojny macedońskiej (171-168 p.n.e.) między królem Perseuszem a Rzymem, temu pierwszemu Kotys przybył osobiście z pomocą wojskową. Miał do swojej dyspozycji tysiąc wyborowych jeźdźców i prawie tyluż pieszych (XLII 51). W 171 r. Perseusz z żołnierzami poszedł naprzód. Z nim byli także Kotys oraz inni dowódcy oddziałów posiłkowych. Doszło do bitwy pod Kallinikos, która została nierozstrzygnięta (XLII 57-58). Tego roku w innym miejscu król Macedonii osaczył obóz rzymski pod Falanną, którym dowodził trybun wojskowy Lucjusz Pompejusz. Rzymianie dzięki otrzymanej pomocy od konsula odparli atak Perseusza. Macedończyk postanowił wrócić do domu. Przybył najpierw do Pelli, potem z Kotysem do Tessalonik. Kotys dowiedział się tam o najeździe na jego ziemie i zajęciu krainy, zwaną Mareną. Najeźdźcami byli trackiego naczelnik Autlesbis oraz Korragos, dowódca wojsk króla Eumenesa II z Pergamonu. Kotys otrzymał od króla Macedonii zwolnienie ze służby, by walczyć w obronie swoich ziem. Persusz na pożegnanie ofiarował mu duże dary. Wypłacił także 200 talentów tytułem żołdu dla konnicy za pół roku, chociaż umówili tę kwotę na rok (XLII 65-67). W 168 r. doszło do bitwy pod Pydną między Macedonią a Rzymianami pod wodzą Paulusa. Kiedy Perseusz poniósł klęskę, uciekł z pola bitwy. Zanim poszedł także Kotys ze swoją konnicą (XLIV 42). Bitys (Beithys), syn Kotysa i przyszły król, dostał się do niewoli oraz został odesłany pod strażą do Karseoli, mieście na wschód od Rzymu. Kilka dni później przybyli posłowie do Rzymu. Wzięli ze sobą okup za syna Kotysa i pozostałych zakładników. Mówili w senacie rzymskim, że ich król był sprzymierzeńcem Macedonii wbrew swojej woli oraz że musiał dać Perseuszowi zakładników, jako rękojmię wierności. Prosili senat o możliwość wykupu swoich za ustaloną przez nich cenę. Rzymianie uważając, że skoro wojna macedońska skończyła się po ich myśli, postanowili wypuścić księcia trackiego razem z innymi zakładnikami bezinteresownie. Zrobili z tej decyzji ozdobę ze swojej łagodności i wspaniałomyślności oraz chcieli zobowiązać sobie króla za te dobrodziejstwo. Wysłali trzech legatów z zakładnikami do Kotysa, a trackim posłom dano pieniądze 2 tys. asów na osobę (XLV 42).
Historyk grecki Polibiusz z Megalopolis w swoich Dziejach opisał Kotysa, jako człowieka budzącego podziw swym wyglądem zewnętrznym. Podał, że był znakomitym wojownikiem, a co do charakteru innego niż u pozostałych Traków: trzeźwym, łagodnym, głębokiego i szlachetnego umysłu (ks. XXVII rozdz. 12).